# Вулиця Героїв Крут (Мелітополь)
Вулиця Героїв Крут — вулиця в Мелітополі. Починається від 2-го провулка Олександра Довженка, закінчується на Мікрорайоні, об'єднуючись з вулицею Гоголя.

## Назва
Вулиця названа на честь героїв бою під Крутами — українських військових курсантів, які в січні 1918 року біля залізничної станції Крути намагались зупинити більшовицьку Червону Армія, що просувалась до Києва.
Також в Мелітополі є провулок Героїв Крут.

## Історія
До 1929 року вулиця носила назву Калініна. (Пізніше цю ж назву носила теперішня вулиця Михайла Оратовського на Піщаному.)
17 червня 1929 року перейменована на Піонерську вулицю.
6 грудня 1982 року ділянка піонерської вулиці від будинку № 109а до № 121 була виділена в окрему вулицю Героїв Сталінграда.
В 2016 року в ході декомунізації перейменована на вулицю Героїв Крут.
7 квітня 2023 року, під час Російського вторгнення в Україну, російська окупаційна влада Мелітополя видала наказ про повернення вулиці назви Піонерська.